# Équipe du Koweït masculine de water-polo
L'équipe du Koweït de water-polo masculin est la sélection nationale représentant le Koweït dans les compétitions internationales de water-polo masculin. 

## Palmarès
- Coupe des challengers de water-polo de la FINA 
  - Vainqueur : 2013
  - Troisième : 2009, 2021

- 1er vainqueur du  championnat arabe des nations  de water-polo  en novembre 1984 à Damas (Syrie) .